# Paramonohystera buetschlii
Paramonohystera buetschlii is een rondwormensoort uit de familie van de Xyalidae. De wetenschappelijke naam van de soort is voor het eerst geldig gepubliceerd in 1935 door Bresslau & Stekhoven in Stekhoven.